# Língua tangale
Tangale (Tangle) é um língua Tchádica Ocidental falada na região norte de Nigéria. A grande maioria dos fantes está em Akko, Billiri, Kaltungo e Shongom na “Local Government Area” de Gombe (estado).

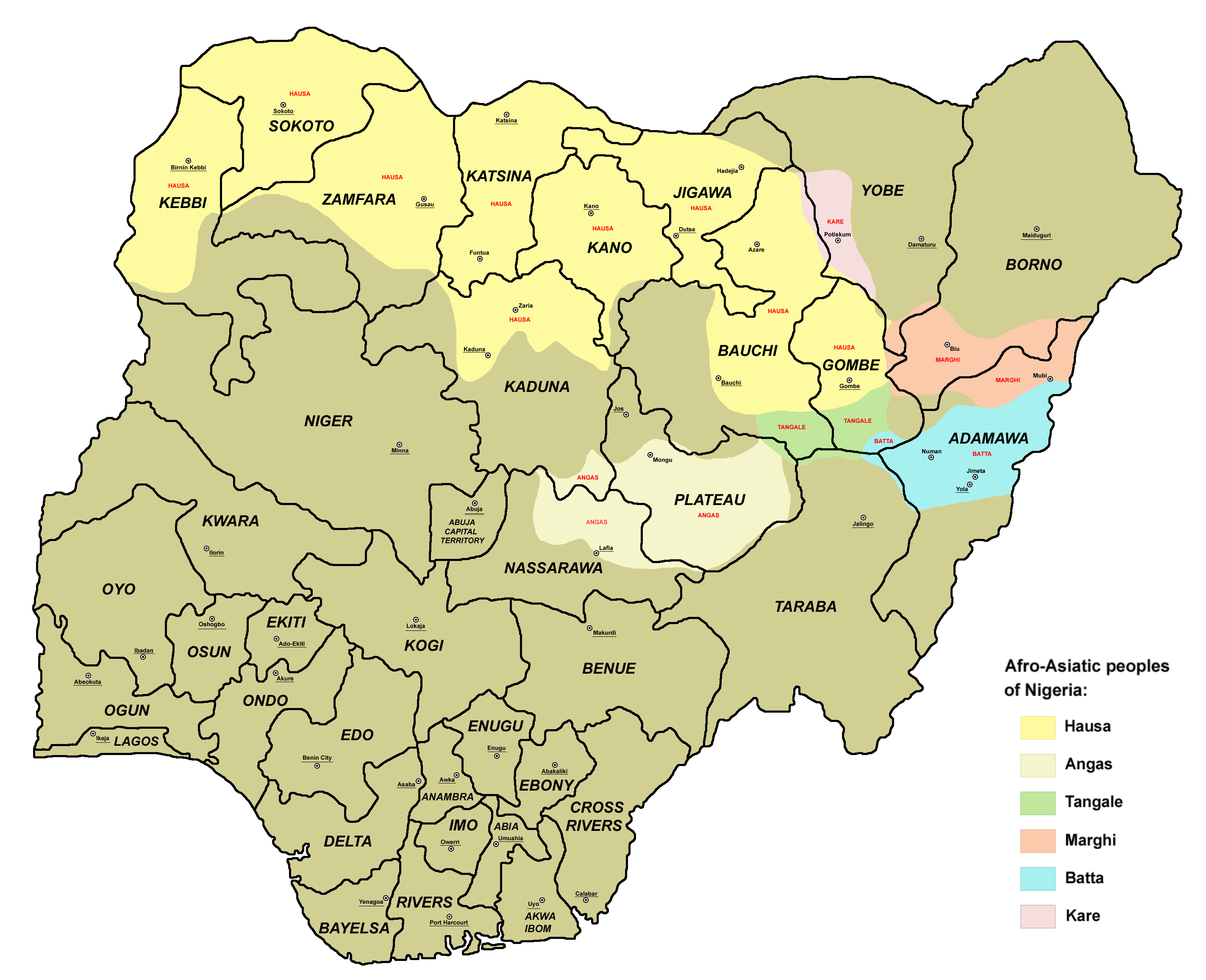
Territórios étnicos com falante de Tangale na Nigéria em verde

## Fonologia

### Vogais
Existem nove sons vogais em Tangale que podem ser longas ou curtas.:22
|         | Anterior | Anterior | Posterior | Posterior |
| fechada | aberta   | aberta   | fechada   |           |
| ------- | -------- | -------- | --------- | --------- |
| Fechada | i        | ɪ        | ʊ         | u         |
| Medial  | e        | ɛ        | ɔ         | o         |
| Aberta  |          | a        | a         |           |

Uma característica proeminente de Tangale é harmonia vocálica. Sufixos definem se todas as vogais de uma palavra são abertas ou fechadas.

### Consoantes
Há 34 fonemas consonantais no idioma, incluindo oclusivas implosivas, oclusivas pré-nasalizadas e consoantes labializadas.:20 The language uses two levels of contrastive tone.:27

## Gramática

### Substantivos
Os substantivos têm gênero masculino ou feminino, mas isso não está marcado no substantivo.:28 A diferença de e em gênero é vista apenas no sistema de concordância (gênero encoberto). Substantivos não são marcados para o plural, exceto para a palavra "criança", que tem uma forma plural irregular. Um sufixo  -i  marca substantivos definidos.:31 Substantivos também podem pegar um sufixo possessivo, que indexa o possuidor do substantivo (acordo de posse).:37

## Verbos
Verbos têmraízes encadeadas das seguintes formas segmentares: CVC-, CVːC-, CV (m) CC- e CVCː -.:39 A raiz de verbos pode ser marcada para a pluralidade verbal de nove maneiras diferentes, incluindo reduplicação, sufixação, infixação e ensurdecimento. Uma subclasse de cerca de 30 verbos tem raízes menores com apenas uma consoante.:43
Hastes de verbos são marcadas com um dos nove sufixos de Modo, Aspecto e Tempo::39 
Imperativo-Subjuntivo
Aorista-intencional
Aoristo-Subjuntivo,
Progressivo I
Futuro
Perfeito I,
Perfeito II (Dependente ou Perfeito Repetitivo),
Progressive II 
Habitual.
Além disso, verbos em alguns sufixos de Modo, Aspecto e Tempo podem ter um sufixo de Outro Local ou Distância.:46

## Ideofones
deofones são uma classe de palavras "emocional-expressivas". Morfologicamente, os ideofones são tipicamente dissílabos e possuem uma coda final da palavra. Eles também têm uma forma alternativa derivada da reduplicação total. Ideofones só apresentam tom baixo.

## Pronomes
O sistema pronominal distingue 8 categorias: três pessoas, singular e plural, e uma distinção de gênero em formas de segunda e terceira pessoa do singular.:32ff Existem três tipos de pronomes independentes (ou absolutos). Os pronomes de sujeitos também têm três formas que são distinguidas por seu uso em diferentes Tempos, Modos ou Aspectos. Os pronomes objeto e objeto indireto são sufixados ao verbo. O sufixo possessivo (ou sufixo de concordância do possuidor) se liga a substantivos e indexa o possuidor seguindo as mesmas categorias que outros pronominais. Um pronome reflexivo é formado pela palavra  kɪɪ  com um sufixo possessivo.

## Negação
Predicados nominais e verbais são negados pelo que é descrito como um sufixo -m.:61